# Високе Мазовецке
Висо̀ке Мазовѐцке (на полски: Wysokie Mazowieckie) е град в Североизточна Полша, Подляско войводство. Административен център е на Високомазовешки окръг, както и на селската Високомазовешка община, без да е част от нея. Самият град е обособен в самостоятелна градска община с площ 15,24 км2. Към 2010 година населението му възлиза на 9 333 души.